# Льюїс Медісон Термен
Льюїс Медісон Термен (англ. Lewis Madison Terman) (15 січня 1877 — 21 грудня 1956) — американський психолог і педагог, автор основного американського варіанта системи тестів Біне—Сімона (Термен-Станфордська шкала), призначеного для вивчення розумових здібностей дітей. У 20-х роках під керівництвом Т. проведено тривалі дослідження обдарованості. Теорія «розумової обдарованості» Т. істотно вплинула на організацію американської школи (створення спеціальних шкіл для обдарованих дітей).

## Біографія
Термен народився в Індіанаполісі, штат Індіана. Він отримав ступінь бакалавра, BPD (бакалавр педагогіки), а також ступінь бакалавра з Центрального педагогічного коледжу в 1894 і 1898 і BA і MA з Університету Індіани Блумінгтон в 1903 році він отримав ступінь доктора філософії з Університету Кларка в 1905 році.
Він працював директором школи в Сан-Бернардіно, Каліфорнія в 1905 році, і в якості професора в Лос-Анджелесі Нормальної школи в 1907. У 1910 році він вступив на факультет Стенфордського університету як професор психології освіти на запрошення Елвуд Паттерсон Кабберлі і залишався пов'язаним з університетом до його смерті. Він служив головою відділу психології з 1922 по 1945 рік.
Його син, Фредерік Терман, за загальним визнанням (разом з Вільямом Шоклі) є батьком Кремнієвої долини.

## Наукова діяльність
Займався в основному педагогічною психологією, тестології і проблемами розвитку інтелекту дитини. Але також приділяв увагу психодіагностики і психології статі та сімейних відносин. Розробив тест, який вимірює інтелект людини. Співпрацював з психологом Кетрін Кокс, яка була його ученицею.
Президент Американської психологічної асоціації в 1923 році.
Перше введення масового тестування IQ було зроблено 1,7 мільйона солдатів під час Першої світової війни, коли Термен служив в психологічному тестуванні ролі зі збройними силами Сполучених Штатів. Термен був в змозі працювати з іншими, що застосовуються психологами для класифікації новобранців. Новобранці були дані група розвідки тести, зайняло близько години, щоб управляти. Параметри тестування включені армії Альфа, тест на основі тексту і армії Бета, тест зображення на основі для nonreaders. 25% не змогли пройти тест Альфа. Екзаменатори забили тести за шкалою від «А» до «Е».
Новобранці, які заробляли десятки «А» буде навчатися як офіцери в той час як ті, хто заробив десятки «D» і «Е» ніколи б не отримати підготовки офіцерів. Робота психологів під час війни довів американцям, що тести інтелекту може мати більш широке застосування. Після війни Терман і його колег наполягали на тести інтелекту, які будуть використовуватися в школах для підвищення ефективності вирощування американських шкіл.
Дослідження Термана про геніальність і обдарованих дітей викликало довічним інтерес. Його захоплення  інтелектом дітей почалася на початку своєї кар'єри, так як він був знайомий з Альфредом Біне досліджень «s в цій області.

## Публікації
- Вимірювання інтелекту (1916)
- Використання тестів інтелекту (1916)
- Інтелект школярів: Як діти Розрізняються здатності, використання психічних тестів в школі грейдов і належну освіту обдарованих дітей (1919)
- Stanford Achievement Test (1923)
- Генетичні дослідження Genius (1925, 1947, 1959)
- Автобіографія Льюїса Термана (1930)